# ТЕС Ратчабурі (Ratchaburi Electricity Generating Company)
13°35′54″ пн. ш. 99°53′5″ сх. д. / 13.59833° пн. ш. 99.88472° сх. д.
ТЕС Ратчабурі (Ratchaburi Electricity Generating Company) – складова електроенергетичного майданчику, що знаходиться в районі тайського міста Ратчабурі. 
Наприкінці 1990-х років у м’янмарському секторі Андаманського моря почалась розробка газових родовищ, більшу частину продукції яких призначили для експорту до Таїланду (газопроводи Андаманське море – Пілок та Пілок – Ратчабурі). З огляду на цей ресурс в Таїланді вирішили створити новий центр генерації електроенергії у провінції Ратчабурі. Один з проектів реалізували через Ratchaburi Electricity Generating Company, що є 100% дочкою Ratchaburi Electricity Generating Holding (наразі відома як RATCH), головним акціонером якої із часткою 45% є державна Electric Generating Authority of Thailand (EGAT). 
В 2000 році на майданчику станції ввели в дію два класичні конденсаційні блоки потужністю по 700 МВт.
В 2002-му завершили три однотипні парогазові блоки потужністю по 725 МВт, в кожному з яких дві газові турбіни живлять через відповідну кількість котлів-утилізаторів одну парову турбіну. 
Спорудження ТЕС відбулось із відставанням від графіку через затримку у поставці деякого обладнання від General Electric, а також необхідністю переробки пальників під меншу у порівнянні з проектною калорійність газу із М’янми. Як наслідок, власник станції в 1998-му навіть тимчасово перемістив на майданчик газову турбіну з ТЕС Лан-Крабу (Lan Krabue), щоб розпочати прийом м’янмарського газу у обумовлені контрактом терміни.
Видача продукції відбувається по ЛЕП, розрахованим на роботу під напругою 500 кВ та 230 кВ.
Також можливо відзначити, що у 2008 році поряд почала роботу ТЕС Ратчабурі від компанії  Ratchaburi Power.